# Khao mu daeng
Khao mu daeng (tiếng Thái: ข้าวหมูแดง, phát âm [kʰâːw mǔː dɛ̄ːŋ], nghĩa đen: 'cơm thịt heo đỏ') là một món ăn Thái, biến thể địa phương của xá xíu với cơm (tiếng Trung: 叉烧饭, pinyin: chā shāo fàn) của ẩm thực Trung Quốc.
Khao mu daeng bao gồm cơm nóng, topped with thịt đỏ, kun chiang, nửa quả trứng luộc (hoặc nửa miếng trứng luộc), và ba chỉ heo chiên giòn; đi kèm với dưa leo cắt lát và hành lá; và phủ nước sốt đậu ngọt. Nước chấm được làm từ sốt tương đen và ớt giấm, trong khi có thể tùy chọn thêm nam phrik phao (sốt ớt nướng kiểu Thái) vào.
Khao mu krop (tiếng Thái: ข้าวหมูกรอบ, phát âm [kʰâːw mǔː krɔ̀ːp], nghĩa đen: 'cơm thịt heo giòn'; tiếng Trung: 香炸五花肉盖饭, xiāngzhá wúhuā ròu gài fàn) là một biến thể của khao mu daeng. Nó chỉ đơn thuần là khao mu daeng không thịt heo đỏ.
Cả hai khao mu daeng và khao mu krop là món ăn có thể dễ tìm thấy, thậm chí ở đường phố, khu ăn uống, chợ hoặc tại nhiều nhà hàng với nhiều món cơm khác như khao man kai, khao kha mu và khao na pet.
Tại Bangkok, có nhiều nhà hàng khao mu daeng nổi tiếng tại khu vực Si Lom, Talat Phlu, Wat Trai Mit, Thanon Plaeng Nam, và Sam Phraeng.